# Venöser Rückstrom
Als venösen Rückstrom (auch venöser Rückfluss) bezeichnet man den Rückstrom des Blutes über die Venen zum Herz. Dabei saugt das Herz das Blut aus dem Körper zurück in den rechten Vorhof. Der Rückstrom ist abhängig von der Muskelpumpe (Muskelvenenpumpe) und von der Druckdifferenz, die zwischen dem Druck im venösen Gefäßsystem und dem Druck im rechten Vorhof herrscht.

## Physiologie
„Für den Transport des Blutes vom venösen Kreislaufniederdrucksystem zum rechten Herzen liegt nur ein geringes Druckgefälle von etwa 1 Kilopascal vor, das zwischen dem mittleren Füllungsdruck des Venensystems und dem zentralvenösen Füllungsdruck des rechten Herzens besteht.“
„Der Rückstrom des venösen Blutes zum Herzen wird überwiegend durch die Aktionen des rechten Ventrikels, die Atmungsexkursionen des Thorax und rhythmische Kontraktionen der Skelettmuskulatur bewirkt.“
Ein Rückstrom des angesaugten Blutes innerhalb des Herzens wird durch die Ventilwirkung der Herzklappen verhindert. Beim Menschen fließt das Blut auf Grund des aufrechten Gangs in den Venen zum größten Teil von unten nach oben. Ein Rückfluss des „Rückblutes“ innerhalb der Venen, zum Beispiel in der Herzpumppause, wird durch die Venenklappen verhindert.
Das durch den Stoffwechsel „verbrauchte“ (sauerstoffarme) Blut strömt zurück und wird in den Lungen (im kleinen Kreislauf) mit Sauerstoff angereichert und anschließend vom Herz durch die Arterien wieder in den Organismus (großer Kreislauf) gepumpt, wo das sauerstoffhaltige Blut wiederum dem Stoffwechsel dient. Der Blutkreislauf dient dabei auch dem Wärmeaustausch. Ein Blutumlauf dauert beim Menschen etwa 23 Sekunden.

## Herzzeitvolumen
Der venöse Rückstrom in beiden Kreisläufen entspricht dem Herzzeitvolumen und dem identischen Lungenzeitvolumen. Bei sehr genauer Betrachtung der Gefäßversorgung von Lunge und Herz ergibt sich, dass das Körperzeitvolumen etwa 1 % größer als das Lungenzeitvolumen ist. Beim Rechts-links-Shunt ist das Körperzeitvolumen (nennenswert) größer als das Lungenzeitvolumen; beim Links-rechts-Shunt ist das Körperzeitvolumen kleiner als das Lungenzeitvolumen. Allgemein gilt die Gleichung Herzzeitvolumen + Links-rechts-Shuntzeitvolumen = Lungenzeitvolumen + Rechts-links-Shuntzeitvolumen.

## Klinische Bedeutung
Bei Störungen des venösen Rückflusses kommt es zur Stauung des Blutes in den Venen, was wiederum zu einer Erweiterung der Venen und zu einer Funktionsstörung der Venenklappen führt.
Beim Menschen äußern sich Probleme mit dem Rückstrom des venösen Blutes zurück zum Herzen zum Beispiel als Thrombosen oder Krampfadern. Auch Herzklappenfehler, Venenklappenschwächen und Venenverengungen (Gefäßstenosen) können den Blutrückstrom behindern und zu Herzinsuffizienz und zu Lungeninsuffizienz führen.